# Edgar Sampson
Edgar Melvin Sampson (* 31. August 1907 in New York City; † 16. Januar 1973 in Englewood, New Jersey) war ein US-amerikanischer Jazzmusiker (Komponist, Arrangeur, Saxophonist und Geiger).

## Wirken
Edgar Sampson begann mit sechs Jahren Geige zu spielen und nahm in der Schulzeit noch das Saxophon hinzu. Am Anfang seiner beruflichen Laufbahn (1924) trat Sampson zusammen mit Joe Colman (Geige/Klavier) im Duo auf. Im weiteren Verlauf der 1920er Jahre spielte er in vielen Bigbands, darunter waren die von Duke Ellington, Rex Stewart und Fletcher Henderson. 1933 schloss er sich der Chick Webb Band an. Während dieser Zeit komponierte er seine bekannten Werke Stompin’ at the Savoy und Don’t Be That Way. Er verließ Webbs Band 1937 mit einem guten Ruf als Komponist und Arrangeur und arbeitete als Arrangeur freischaffend mit den Bands von Benny Goodman, Artie Shaw, Red Norvo, Teddy Hill, Teddy Wilson und Chick Webb. In den 40er Jahren spielte er weiter Saxophon und gründete seine eigene Band (1948–1951). Während der Fünfziger arbeitete er als Arrangeur für lateinamerikanische Künstler wie Marceino Guerra, Alberto Socarras, Tito Rodríguez und Tito Puente und nahm 1959 ein Album unter eigenem Namen – Swing Softly Sweet Sampson – auf. Krankheitsbedingt musste er mit der Arbeit in den späten Sechzigern aufhören.

## Kompositionen (Auswahl)
- Dark Rapture (Benny Goodman – Edgar Sampson – Manny Kurtz)
- If Dreams Come True (Edgar Sampson – Benny Goodman – Irving Mills)
- Don’t Be That Way (Edgar Sampson – Benny Goodman)
- Lullaby in Rhythm (Edgar Sampson – Benny Goodman – Clarence Profit – Walter Hirsch)
- Mambo Inn (Mario Bauzá – Edgar Sampson – Bobby Woodlen)
- Stompin’ at the Savoy (Benny Goodman – Chick Webb – Edgar Sampson; Text: Razaf, Andy)

## Lexikalischer Eintrag
- Leonard Feather, Ira Gitler: The Biographical Encyclopedia of Jazz. Oxford University Press, New York 1999, ISBN 0-19-532000-X.
- Carlo Bohländer, Karl Heinz Holler, Christian Pfarr: Reclams Jazzführer. 3., neubearbeitete und erweiterte Auflage. Reclam, Stuttgart 1989, ISBN 3-15-010355-X.